# 345 aC
El 345 aC va ser un any del calendari romà prejulià. En temps de la República i de l'Imperi Romà, era conegut com a any del consolat de Dorsó i Rufus (o, més rarament, any 409 ab urbe condita o de la Fundació de Roma). L'ús del nom «345 aC» per referir-se a aquest any es remunta a l'alta edat mitjana, quan el sistema Anno Domini va ser el mètode de numeració dels anys més comú a Europa.

## Esdeveniments

### Antiga Grècia
- Filip II de Macedònia envia el general Parmenió a assetjar la ciutat d'Halos a Tessàlia. Intenta posar sota el seu domini el regne de Cersobleptes, que feia barrera entre Macedònia i les possessions atenenques al Quersonès traci. La segona ambaixada atenenca l'ha d'esperar perquè quan arriba a Pel·la Filip és a Tràcia, on finalment conquereix el regne de Cersobleptes.[2]
- Filip II assalta la Fòcida sense gairebé resistència. Destrueix les ciutats del territori, i ell personalment ocupa el lloc que la Fòcida tenia a la Lliga Amficciònica. Aconsegueix el nomenament, juntament amb el representant de Tebes i el de Tessàlia, la presidència dels Jocs Pitis.[3]
- Timoleont, militar de Corint, es va aturar a Reggio de Calàbria quan anava cap a Sicília per intervenir en les batalles per la possessió de Siracusa. Quan arriba a Siracusa ocupa Epípoles, mentre Hicetes de Leontins segueix a Acradina i a Neàpolis (barris de la ciutat) i Dionisi el Jove posseeix la ciutadella de Siracusa.[4]

### Antiga Roma
- Marc Fabi Dorsó i Servi Sulpici Camerí Rufus són elegits cònsols. Aquest any Luci Furi Camil és nomenat dictador per fer la guerra als auruncs. El cònsol Dorsó dirigeix la guerra contra els volscs i conquereix la ciutat de Sora.[5][6]

### Índia
- La Dinastia Xixunaga que governava Magadha, un antic regne de l'Índia, és substituïda per la Dinastia Nanda.[7]